# Eupithecia mentavoni
Eupithecia mentavoni là một loài bướm đêm trong họ Geometridae.